# Macarena Oz
Macarena Oz (Ciudad de México, 11 de febrero de 2003) es una actriz mexicana.

## Carrera
De 2010 a 2012, se preparó como actriz en el Centro de Educación Artística Infantil de Televisa. Entre sus trabajos más destacados, se encuentran sus personificaciones como Roxana Pérez en la telenovela de Telemundo Los miserables (2014),y Lisette Bernal en la serie dramática de Televisa La usurpadora (2019), un reinicio basado en la telenovela del mismo nombre de 1988.
En 2024, obtuvo mayor exposición profesional luego de haber interpretado a Daniela en la serie de streaming Nadie nos va a extrañar.

## Filmografía

### Cine
| Año  | Título                    | Papel                |
| ---- | ------------------------- | -------------------- |
| 2014 | Sho-Shan y la Dama Oscura | Violeta de ocho años |
| 2018 | Si yo fuera tú            | Olivia               |
| 2023 | ¿Quieres ser mi... hijo?  | Panchita             |

### Televisión
| Año     | Título                            | Papel                    | Notas                                          |
| ------- | --------------------------------- | ------------------------ | ---------------------------------------------- |
| 2013    | Nueva vida                        | Personaje desconocido    | Episodio: «In vitro»                           |
| 2014    | La impostora                      | Sofía Altamira           |                                                |
| 2014-15 | Los miserables                    | Roxana Pérez             |                                                |
| 2015-18 | La rosa de Guadalupe              | Varios personajes        | 4 episodios                                    |
| 2016-18 | Como dice el dicho                | Varios personajes        | 9 episodios                                    |
| 2016-17 | Vuelve temprano                   | Renata Zavaleta de joven | 4 episodios                                    |
| 2017    | Guerra de ídolos                  | Cantante                 | Episodio: «Urge distraer a la prensa»          |
| 2017    | 3 familias                        | Norma                    |                                                |
| 2019    | Los elegidos                      | Sofía López Torrija      |                                                |
| 2019    | La usurpadora                     | Lisette Bernal           |                                                |
| 2021    | Esta historia me suena            | Personaje desconocido    | Episodio: «Besos de ceniza»                    |
| 2022    | Lo que la gente cuenta            | Tania                    | Episodio: «Receta de cumpleaños»               |
| 2022    | La rebelión                       | Jana de joven            |                                                |
| 2023    | L-Pop                             | Silvana                  |                                                |
| 2023    | Ella camina sola                  | Anya                     |                                                |
| 2024    | Nadie nos va a extrañar           | Daniela                  |                                                |
| 2024    | Imagen Noticias con Francisco Zea | Ella misma               | Entrevista                                     |
| 2024    | Sale el sol                       | Ella misma               | Invitada; programa del 2 de septiembre de 2024 |